# 9592 Клеро
9592 Клеро́ (9592 Clairaut) — астероїд головного поясу, відкритий 8 квітня 1991 року.
Тіссеранів параметр щодо Юпітера — 3,308.